# تيد تاكر
تيد تاكر هو لاعب هوكي الجليد كندي، ولد في 7 مايو 1949 في Fort William, Ontario ‏ في كندا.

## وصلات خارجية
- تيد تاكر على موقع دوري الهوكي الوطني (الإنجليزية)
- تيد تاكر على موقع قاعة مشاهير الهوكي (لاعب أن.إتش.أل) (الإنجليزية)
- تيد تاكر على موقع EliteProspects.com (الإنجليزية)
- تيد تاكر على موقع HockeyDB.com (الإنجليزية)